# Campionato svizzero di hockey su ghiaccio 1917-1918

## Campionato Internazionale

### Partecipanti
Rosey-Gstaad · 
 Bellerive Vevey

### Verdetti
| Campionato Internazionale 1917-1918 |
| ----------------------------------- |
| Bellerive Vevey                     |

## Campionato Nazionale

### Partecipanti
HC Bern · 
 Ginevra · 
 Rosey-Gstaad · 
 Servette · 
 Bellerive Vevey

### Verdetti
| Campionato Nazionale 1917-1918 |
| ------------------------------ |
| HC Bern                        |